# Anuchit Chuchee
Anuchit Chuchee (thailändisch อนุชิต ชูชี, * 30. September 1997) ist ein thailändischer Fußballspieler.

## Karriere
Anuchit Chuchee erlernte das Fußballspielen in der Jugendmannschaft vom Sukhothai FC. Hier unterschrieb er Ende 2018 auch seinen ersten Profivertrag. Der Verein aus Sukhothai spielte in der ersten thailändischen Liga, der Thai League. Sein Erstligadebüt gab er als Jugendspieler am 12. September 2018 im Auswärtsspiel gegen Buriram United. Hier wurde er in der 79. Minute für Lursan Thiamrat eingewechselt. 2019 wurde er nicht in der ersten Liga eingesetzt. Ende 2019 wurde sein Vertrag nicht verlängert.
Seit dem 1. Januar 2020 ist er Vertrags- und Vereinslos.